# Лео Франко
Леонардо Неорен Франко (шп. Leonardo Neoren Franco; 20. мај 1977) бивши је аргентински фудбалер који је играо на позицији голмана и тренутни фудбалски тренер.

## Статистика каријере

### Репрезентативна
| Аргентина | Аргентина | Аргентина |
| Година    | Наступи   | Голови    |
| --------- | --------- | --------- |
| 2004      | 1         | 0         |
| 2005      | 2         | 0         |
| 2006      | 1         | 0         |
| Укупно    | 4         | 0         |

## Трофеји
Мајорка
- Куп Шпаније: 2002/03.

Аргентина
- Светско првенство до 20 година: 1997.